# Unité urbaine de Barbezieux-Saint-Hilaire
L'unité urbaine de Barbezieux-Saint-Hilaire est une unité urbaine française constituée par la commune de Barbezieux-Saint-Hilaire, petite ville au cœur de l'aire d'attraction de Barbezieux-Saint-Hilaire, située dans le sud-ouest de la Charente.

## Données générales
En 2020, l'INSEE a procédé à une redéfinition des zonages des unités urbaines de la France; celle de Barbezieux-Saint-Hilaire est demeurée inchangée formant une ville isolée  selon les critères de l'INSEE qui lui a donné le code 16107.
Lors du remaniement des périmètres des unités urbaines de 2010, l'unité urbaine de Barbezieux-Saint-Hilaire, était également classée  commune urbaine "isolée" selon la nomenclature de l'INSEE.
En 1975, Barbezieux-Saint-Hilaire, alors catégorisée comme "ville isolée", recensait 5 198 habitants et avait atteint son maximum démographique. Elle était alors la troisième unité urbaine du département de la Charente après Angoulême et Cognac mais elle devançait Jarnac.
En 2021, avec 4 732 habitants, elle devient la 4e unité urbaine de la Charente, étant coiffée par Jarnac, et appartient à la catégorie des unités urbaines de 2 000 à 4 999 habitants.
Sa densité de population qui s'élève à 178 hab/km² en 2021 en fait une des unités urbaines les plus densément peuplées de la Charente.
Elle commande l'aire d'attraction de Barbezieux-Saint-Hilaire, qui s'étend sur 25 communes, ce qui la classe en Charente au troisième rang après les aires d'attraction d'Angoulême et de Cognac.

## Délimitation de l'unité urbaine de 2020
Unité urbaine de Barbezieux-Saint-Hilaire dans la délimitation de 2020 et population municipale de 2021
| Nom                                     | Code Insee | Département | Statut       | Superficie (km2) | Population (dernière pop. légale) | Densité (hab./km2) | Modifier                                    |
| --------------------------------------- | ---------- | ----------- | ------------ | ---------------- | --------------------------------- | ------------------ | ------------------------------------------- |
| Barbezieux-Saint-Hilaire (ville-centre) | 16028      | Charente    | ville-isolée | 26,55            | 4 738 (2022)                      | 178                | modifier les données · modifier les données |